# Petit-Prince
Petit-Prince (z fr. „Mały Książę”, pełna nazwa (45) Eugenia I Petit-Prince) – księżyc planetoidy (45) Eugenia z pasa głównego planetoid.

## Odkrycie i nazwa
Mały Książę został odkryty 1 listopada 1998 roku przez obserwatorów za pomocą Teleskopu Kanadyjsko-Francusko-Hawajskiego na Mauna Kea na Hawajach. Następnie nadano mu prowizoryczne oznaczenie S/1998 (45) 1.
Księżyc ten był pierwszym z księżyców planetoid, który został odkryty za pomocą instrumentów naziemnych.
Nazwa Petit-Prince została nadana na cześć księcia Napoleona Eugeniusza Bonaparte, jedynego syna francuskiej cesarzowej Eugenii, od której pochodzi nazwa planetoidy (45) Eugenia. Wynika ona z analogii jego życiorysu z postacią głównego bohatera powieści Antoine’a de Saint-Exupéry’ego pt. Mały Książę.

## Orbita i właściwości fizyczne
Księżyc ten ma średnicę ok. 13 km i krąży wokół macierzystego ciała w odległości ok. 1184 km w czasie 4,76 dnia. Orbita jego charakteryzuje się bardzo małym mimośrodem wynoszącym 0,01, nachylona jest zaś pod kątem ok. 8° do płaszczyzny równika Eugenii. 
Mały Książę mógł powstać w wyniku zderzenia jakiegoś większego ciała z Eugenią, odrywając się od niej, lub też zostać przechwycony przez jej przyciąganie grawitacyjne.